# Ara guadeloupensis
Espèce
Ara guadeloupensis (ou Ara de Guadeloupe) est une espèce hypothétique de perroquets, aujourd'hui disparue, qui aurait été endémique de la Guadeloupe et de la Martinique. L'espèce n'est reconnue par aucune autorité taxonomique en 2015.

## Description
Christophe Colomb mentionne un ara de la Guadeloupe lors de ces récits de voyages : « Ils apportèrent des perroquets de deux ou trois sortes et particulièrement de cette grande espèce qu'on trouve dans l'île de la Guadeloupe, et qui ont une longue queue (...) ».
Plus tard, les pères Labat et du Tertre le décrivent avec beaucoup plus de détails. Le père Du Tertre le considère comme « le plus beau et le plus grand de tous les perroquets des îles » et le décrit ainsi : « Il a la tête, le col, le ventre et le dessus du dos, de couleurs de feu : ses ailes sont mêlées de plumes jaunes, de couleur azur, et de rouge cramoisi : sa queue est toute rouge et longues d'un pied et demi. »
Ces descriptions laissent à penser que l'oiseau était assez proche de Ara macao avec une queue plus courte et d'un rouge plus vif.

## Répartition
Selon le père Pinchon, la répartition géographique de l'espèce se limitait à la Guadeloupe continentale et à la Martinique. Consommant au besoin les fruits du mancenillier (Hippomane mancinella), il fréquentait donc les zones littorales ou l'on rencontre cette essence.

## Taxinomie
L'ornithologue Austin Hobart Clark, qui a nommé l'espèce, estime que l'oiseau était très proche du Ara macao que l'on retrouve en Amérique du Sud et sur l'île de Trinidad, et dont il différait par une taille légèrement moindre ainsi qu'une queue entièrement rouge.
Plusieurs auteurs ont toutefois douté de la véracité de cette espèce, jugeant que la forte ressemblance entre l'Ara de Guadeloupe et son homologue sud-américain suggérait que les aras présents en Guadeloupe étaient des oiseaux introduits dans les Petites Antilles depuis le continent proche par les Amérindiens.
Un ulna de perroquet, trouvé sur le site précolombien de Folle Anse, sur l'île proche de Marie-Galante, a été attribué à l'Ara de la Guadeloupe en 2001. L'ossement, usé, est toutefois d'une lecture anatomique difficile, ce qui explique que la détermination ait pu être révisée quelques années plus tard en faveur de l'Amazone de la Guadeloupe par les ornithologues Stors Olson et Edgar Maíz López. En outre, ces mêmes auteurs jugent improbable la possibilité que les îles des Petites Antilles aient pu abriter des espèces endémiques d'Ara, estimant que la taille par trop réduite des îles n'aurait pas permis à des populations viables d'Ara de s'y maintenir. La démonstration de l'existence passée d'un Ara dans les îles de Guadeloupe a finalement été apportée par la découverte d'une griffe vieille de plus de 12 000 ans dans des dépôts fossilifères à Marie-Galante et attribuée à l'Ara de la Guadeloupe.
Rothschild distinguait une autre espèce d'Ara en Guadeloupe : Anodorhynchus purpurascens . L'existence de ce second taxon a toutefois été rejetée, la description de Rothschild se basant sur une description sommaire et de seconde main de l'Amazone de la Guadeloupe.
L'Ara de la Guadeloupe n'a pas de statut de conservation UICN car cette espèce n'est pas reconnue par BirdLife International, ni par aucune autorité taxonomique d'ailleurs.

### Synonymes
- Anodorhynchus purpurascens[12], Anadorhynchus martinicus[12].

## Disparition
L'ara de la Guadeloupe a disparu de cette île au XVIIIe siècle. En 1760, l'espèce était très rare et a disparu peu de temps après. On[Qui ?] suppose que la chasse est la cause de cette disparition, que ce soit pour le consommer, bien que, selon Jean-Baptiste Du Tertre, il ne s'agissait pas d'un mets de premier choix.
Peu farouche, il préférait lorsqu'il était surpris à terre se défendre plutôt que de fuir. Pour cela, il se mettait sur le dos mordant et griffant avec son bec et ses pattes.[réf. nécessaire]